# Bifobie
Bifobie is de afkeer van biseksualiteit en biseksuelen, zowel in een groep als individueel. Iedereen kan, ongeacht seksuele voorkeur, bifobie ondervinden of doen voortduren. Bifobie is een bron van discriminatie tegen biseksuele personen en kan gebaseerd zijn op negatieve stereotypering alsmede irrationele angst.

## Woordafleiding en gebruik
Bifobie is een kofferwoord, afgeleid van het woord homofobie. Het is een samenstelling van het voorvoegsel bi- (dat ‘twee’ betekent) en het woorddeel –fobie (van het Griekse phóbos, dat ‘angst’ betekent). Bifobie behoort samen met transfobie, en homofobie tot een groep woorden die gebruikt worden om discriminatie en intolerantie tegen lhbt'ers aan te duiden.
Bifobie is geen fobie zoals gebruikt in klinische psychologie (namelijk een angststoornis) maar is in gebruik gelijk aan bijvoorbeeld xenofobie.

## Vormen

### Ontkenning en uitwissing
Bifobie kan er toe leiden dat mensen het bestaan van biseksualiteit ontkennen. Ontkenners stellen dat mensen die zich als biseksueel identificeren niet echt biseksueel zijn of dat het fenomeen minder vaak voorkomt dan zij beweren. Eén vorm van deze ontkenning vindt zijn oorsprong in  het heteronormatieve idee dat seksuele voorkeur voor personen van hetzelfde geslacht (hetgeen een onderdeel is van biseksualiteit) niet ‘echt’ is. Dit idee is voor zowel biseksuelen als homoseksuelen schadelijk. Een andere vorm van ontkenning vindt zijn oorsprong in het heteroseksistische idee dat mannen en vrouwen zo verschillend zijn dat aantrekking tot het ene geslacht een compleet andere beleving is dan aantrekking tot het andere geslacht. De ontkenning van biseksualiteit stamt af van een binair beeld van seksualiteit. Dit houdt in dat personen maar op één geslacht kunnen vallen en dus of heteroseksueel, of homoseksueel zijn. In die zin kan biseksualiteit niet bestaan, en zijn mensen die beweren biseksueel te zijn ofwel homoseksuelen die nog ‘in de kast’ zitten, of hetero’s die met hun seksualiteit experimenteren. Dit binaire perspectief creëert ook het idee dat mensen alleen biseksueel kunnen zijn als zij zich in gelijke  mate tot beide geslachten aangetrokken voelen. Stelregels als “Gay, straight, or lying” illustreren deze dichotome ideeën over seksuele oriëntatie.
Discriminatie door middel van ontkenning komt vaak vanuit van heteroseksuele gemeenschappen, maar eenzelfde soort gedachtegang is ook in homoseksuele gemeenschappen niet onbekend. In sommige homoseksuele gemeenschappen worden mensen die zich als biseksueel identificeren gezien als mensen die heteroseksuele onderdrukking te proberen ontsnappen en worden ze daarom gewantrouwd. Het idee is dat biseksuelen, omdat ze zich ook aangetrokken voelen tot mensen van het tegenovergestelde geslacht, aan homofobie te proberen ontkomen. Sommige ontkenners stellen dat biseksualiteit slechts een sociale trend is in plaats van een geaardheid. Seksuele en/of romantische relaties met hetzelfde geslacht worden dan beschouwd als een vervanging voor activiteit met het tegenovergestelde geslacht of als een gemakkelijkere bron van seksuele bevrediging. Situationele homoseksualiteit wordt gebruikt om dit standpunt te onderbouwen.
‘Bisexual erasure', of ‘biseksuele uitwissing’ (ook wel ‘biseksuele onzichtbaarheid’), is de neiging biseksualiteit te negeren, ontkennen, of opnieuw uit te leggen in de geschiedenis, academisch onderzoek of de media. De meest extreme vorm van biseksuele uitwissing is het ronduit ontkennen van het bestaan van biseksualiteit. Biseksuele uitwissing kan een vorm van bifobie zijn, al is vijandelijkheid of afkeer tegenover biseksualiteit niet per se nodig en kan biseksuele uitwissing ook ongemerkt of onbedoeld voorkomen. Biseksuele uitwissing komt vaak voor in sociale situaties en kan worden herkend in de mate waarin sociale discriminatie tegen biseksuelen wordt geaccepteerd. Bijvoorbeeld de gewoonte om grappen over biseksualiteit toe te laten waar deze met betrekking tot homoseksualiteit onacceptabel zouden zijn. Een andere manier waarop dit gebeurt, is het stellen van opdringerige en intieme vragen over iemands biseksualiteit waar dit voor monoseksualiteit niet gepast zou zijn.

### Negatieve stereotypes
De negatieve stereotypes over biseksuelen houden verband met het feit dat biseksualiteit niet als een geldige en volwaardige geaardheid wordt erkend. Zodoende vindt negatieve beeldvorming plaats van biseksuele personen als besluiteloos, onzeker, experimenterend en of alsof ze alleen een fase doormaken. Hoewel het idee bestaat dat biseksualiteit bij vrouwen meer geaccepteerd is dan bij mannen, wordt er van biseksuele vrouwen wel verwacht dat zij voldoen aan een heternormatief beeld van een vrouwelijke en verleidelijke vrouw (hyperseksualisering). Biseksuele mannen ondervinden negatieve gevolgen doordat hun seksualiteit wordt ontkend, terwijl biseksuele vrouwen sneller het slachtoffer worden van seksueel geweld en laster, aangezien ze getypeerd worden als sletterig, makkelijk en nymfomaan. In Nederland is 33% van de biseksuele vrouwen slachtoffer geweest van seksueel geweld, en ervaren 75% van de biseksuele vrouwen ongewenste opmerkingen en aanrakingen tegenover 66% van de lesbische vrouwen.
De associatie tussen biseksualiteit en promiscuïteit stamt van de negatieve stereotypering van de biseksueel als een mentaal of sociaal instabiel persoon voor wie een seksuele relatie met slechts vrouwen of slechts mannen niet genoeg is. Deze stereotypes zouden kunnen komen van de culturele veronderstelling dat mannen en vrouwen zo verschillend zijn dat aantrekking tot het ene geslacht compleet anders is van aantrekking tot het andere geslacht, en de veronderstelling dat het uitkomen voor een bepaalde seksuele voorkeur of verlangen noodzakelijk zal leiden tot een poging dit verlangen te bevredigen. Zodoende bestaat er een sociaal stigma dat biseksuele mensen eerder vreemdgaan, dubbele levens leiden en geslachtsziekten zoals HIV/AIDS verspreiden. Daarnaast wordt biseksualiteit sterk geassocieerd met polygamie, polyamorie en swinging, terwijl biseksuelen net zo monogaam kunnen zijn als hetero- en homoseksuelen.

### Monoseksisme
Monoseksisme is het geloof dat monoseksualiteit (exclusief homoseksueel of exclusief heteroseksueel) de enige juiste seksualiteit is, en dat biseksualiteit of andere niet-monoseksuele oriëntaties niet rechtmatig zijn. Monoseksisme is grotendeels gelijk aan bifobie.
Monoseksisme is nauw verbonden met het idee dat seksualiteit binair verdeeld is. Dit idee werd betwist door Alfred Kinsey, die de beroemde Kinsey-schaal ontwikkelende en seksualiteit verdeelde op een schaal met 7 punten, met 0 als uitsluitend hetero, en 6 als uitsluitend homo. Daarnaast bestaan er theorieën die stellen dat heteroseksuelen en homoseksuelen meer met elkaar gemeen hebben, omdat beide geaardheden gericht zijn op één geslacht.

## Motieven
Volgens de geleerde Kenji Yoshino zijn er drie belangrijke zaken die monoseksuelen (hetero- en homoseksuelen) motiveren om biseksualiteit te ontkennen en te verafschuwen. Het ontkennen van biseksualiteit kan een gevoel van stabiliteit geven over de eigen geaardheid, om zo de angst te verlichten dat andere mensen hun seksuele geaardheid in twijfel trekken. Dit zorgt op zijn beurt weer voor het idee dat biseksuelen nog geen beslissing hebben genomen over hun ware geaardheid en fundamenteel ofwel homoseksueel of heteroseksueel zijn. Voor biseksuelen heeft dit gevolgen, namelijk sociale uitsluiting, discriminatie en onzichtbaarheid, zowel in de heteroseksuele wereld als de lhbt-gemeenschap.
Het tweede motief heeft te maken met het benadrukken van het belang van geslacht en bijbehorende (traditionele) genderrollen, hetgeen als essentieel wordt gezien voor homoseksuelen en heteroseksuelen. Biseksuelen lijken dit idee echter te betwisten. De derde reden hangt nauw samen met het handhaven van monogamie, aangezien koppels en gehuwden als het meest normaal worden beschouwd. Biseksuelen worden echter niet of minder in staat geacht om monogaam te zijn. Er wordt gesteld dat biseksualiteit traditionele opvattingen over seksualiteit en genderrollen doorbreekt, met als gevolg dat zowel hetero- en homoseksuele gemeenschappen zich verzetten tegen biseksualiteit.

### Veronderstelde heteronormativiteit
Sommige vooroordelen tegen biseksuelen zijn gebaseerd op de veronderstelling dat biseksualiteit in feite een poging is van vervolgde homoseksuelen om zich aan te passen aan de heteronormatieve samenleving door een biseksuele identiteit aan te nemen. Dergelijke beweringen worden door zowel biseksuelen als onderzoekers bekritiseerd, omdat dit ten onrechte aanneemt dat mensen in een relatie met iemand van hetzelfde geslacht aan homofobie zouden ontkomen door zichzelf simpelweg als biseksueel te identificeren. De onderzoekers citeren dat alle landen met wetten tegen seks tussen mensen van hetzelfde geslacht dezelfde straf geven, ongeacht met welke seksuele geaardheid de schuldigen zich identificeren en dat landen waar het homohuwelijk illegaal is nooit huwelijken tussen mensen van hetzelfde geslacht toestaan, ongeacht of ze zich identificeren als biseksueel in plaats van homoseksueel.
De conclusie van deze onderzoekers is dat het geen maatschappelijke voordelen oplevert om een biseksuele identiteit aan te nemen in plaats van een homoseksuele, en dat de beweringen dat biseksuelen eigenlijk homoseksuelen zijn die zich proberen aan te passen aan een heteronormatieve samenleving simpelweg onjuist zijn en ervoor zorgen dat biseksuelen discriminatie ervaren vanuit zowel hetero- en lhbt-gemeenschappen, die erger is dan de eenrichtingsdiscriminatie van de heteronormatieve samenleving waarmee homoseksuelen worden geconfronteerd. De tweerichtingsdiscriminatie die biseksuelen ervaren leidt ertoe dat meer biseksuelen dan homoseksuelen hun geaardheid verbergen, waardoor de prevalentie van biseksualiteit wordt onderschat. Vooral biseksuele mannen worden verondersteld eigenlijk homoseksueel zijn. Volgens Eisner (2013) heeft dit ook geleid tot vooroordelen binnen de lhbt-gemeenschap, zoals de veronderstelling dat biseksuelen privilege hebben, dat zij uiteindelijk toch een heteroseksuele relatie en levensstijl zullen kiezen, dat biseksuele vrouwen het patriarchaat versterken, dat biseksueel geen politieke identiteit is en dat biseksuele vrouwen HIV verspreiden naar lesbische gemeenschappen.

### Afwijken van homonormativiteit
Homonormativiteit is het bevoorrechten van heteronormatieve idealen binnen homoseksuele relaties. Deze houding kan worden aangenomen door leden binnen de lhbt-gemeenschap. Het is de aanname dat de normen en waarden van heteroseksuele relaties geëmuleerd dienen te worden in relaties tussen mensen van hetzelfde geslacht. In dit model zijn slechts mensen in een monogame relatie goed genoeg om sociaal geaccepteerd te worden. Het zou heteronormatieve idealen niet betwisten, maar er juist de nadruk op leggen door idealen zoals huwelijk, monogamie en het stichten van een gezin te integreren binnen de lhbt-gemeenschap. Er is dan geen sprake meer van weerstand tegen heteroseksuele onderdrukking, maar van assimilatie naar de dominante cultuur. Omdat biseksuelen verondersteld worden niet in staat zijn tot monogamie en vaker dan gemiddeld geneigd zijn om het belang ervan te betwisten, en daarnaast ook gestereotypeerd worden als promiscue, voldoen zij ook niet aan de homonormatieve norm. Men doelt bij homonormativiteit ook op de heteronormatieve onderverdeling van een mannelijke en vrouwelijke rolverdeling binnen een homoseksuele relatie (top/bottom en butch/femme). Biseksuelen en vaak ook transgenders passen niet goed binnen deze homonormatieve idealen, waardoor de kans op uitsluiting groter wordt. De vraag is ook niet of mensen in een relatie met iemand van hetzelfde geslacht recht hebben op dit soort zaken, maar of zij dit pad wel zouden moeten volgen.

## Inclusie
Er bestaan weinig voorzieningen die specifiek bedoeld zijn voor biseksuele mensen. Biseksuele mensen bevinden zich dus vaak in zowel hetero- als homoseksuele gemeenschappen. Voor de meeste biseksuelen voelt dit aan als noodgedwongen, en niet als een optie. Biseksuelen voelen vaak druk om zichzelf als heteroseksueel of homoseksueel te identificeren. Specifieke therapieën zijn ontwikkeld voor biseksuelen, om deze zorgen aan te kaarten.

### Homogemeenschap
Een oorzaak van bifobie in de homoseksuele mannengemeenschap is dat er een identiteitspolitieke traditie is om aan te nemen dat de acceptatie van mannelijke homoseksualiteit gekoppeld is aan de overtuiging dat de seksualiteit van mannen gespecialiseerd is. Om die reden zijn er homoseksuelen die het idee van een biseksuele man homofobisch vinden. Een aantal biseksuele mannen heeft het gevoel dat dergelijke houdingen hen dwingen hun biseksualiteit in de kast te houden en dat het zelfs nog onderdrukkender is dan traditionele heteronormativiteit. De sterke nadruk op anale seks kan voor zowel biseksuele als homoseksuele mannen leiden tot een gevoel van afsluiting, aangezien mannen met een afkeer hiervan er van worden beschuldigd dat ze homofoob zijn, terwijl het in feite meer gaat om respect voor individualiteit.

### BDSM
Steve Lenius (2001) onderzocht de acceptatie van biseksualiteit in een zogenoemde panseksuele BDSM-gemeenschap. Hij ontdekte dat mensen in BDSM openstonden voor discussie over het onderwerp en de controverses van zowel biseksualiteit als panseksualiteit. Het actieve gebruik van de labels werd echter moeilijk gevonden, omdat persoonlijke problemen en vooroordelen in de weg zouden staan. Tien jaar later concludeerde Lenius (2011) dat de positie van biseksuelen in de BDSM-gemeenschap onveranderd was, maar dat de gemeenschap wel heeft bijgedragen aan een grotere acceptatie van alternatieve seksualiteiten.
Brandy Lin Simula (2012) stelt juist dat BDSM zich actief verzet tegen genderconformiteit en dat drie vormen van BDSM verband houden met biseksualiteit: geslachtsverandering, op geslacht gebaseerde stijlen en verwerping van (het belang van) geslacht, met andere woorden zich verzetten tegen het idee dat het geslacht ertoe doet in hun spelpartners. Beoefenaars van BDSM zouden regelmatig onze concepten van seksualiteit uitdagen en de grenzen verleggen van reeds bestaande ideeën over geaardheid en gendernormen. Voor sommige mensen biedt BDSM een platform voor het creëren van identiteiten die fluïde zijn en voortdurend veranderen.

### Media
Biseksuele vrouwen zijn vaak ofwel onzichtbaar of juist oververtegenwoordigd in pornografie en muziekclips als onderdeel van de male gaze. Zij worden daarnaast afgebeeld als seksobjecten die geen autonomie uitoefenen over hun eigen seksualiteit. Mannen die zichzelf als biseksueel identificeren worden vaak afgebeeld als zijnde homoseksueel, ook als zij nadrukkelijk voor hun geaardheid uitkomen. Voorbeelden van bekende personen die ten onrechte als monoseksueel worden afgebeeld zijn Freddie Mercury en Lady Gaga. In de Verenigde Staten zijn er ook voorbeelden van media uitzendingen die verwijzen naar de "lesbische, homo en transgender" gemeenschap, waarbij biseksuelen niet genoemd worden.

## Mentale en seksuele gezondheid
Bifobie heeft verschillende gevolgen voor de mentale en lichamelijke gezondheid van biseksuelen. In de Verenigde Staten heeft onderzoek uitgewezen dat biseksuelen zich vaak gevangen voelen tussen de binaire homo/heteroverdeling. Biseksuelen voelen zich daardoor vaker onzeker of voelen druk een kant te kiezen. Dit kan leiden tot depressie. In Nederland is bekend dat psychische klachten, geïnternaliseerde bifobie en eenzaamheid vaker voorkomen bij biseksuele jongvolwassenen dan bij homoseksuele en heteroseksuele jongeren.
Zowel biseksuele jongeren als volwassenen zijn een risicogroep met betrekking tot zelfmoordpogingen. Van de vrouwen met biseksuele gevoelen heeft 14% een zelfmoordpoging gedaan, tegenover 10% van de lesbische vrouwen.  
Er bestaat een stereotypering dat biseksuelen soa's verspreiden. Vooral biseksuele mannen worden ervan beschuldigd soa's (met name HIV/aids) vanuit de homogemeenschap te verspreiden in de heteroseksuele gemeenschap. Het stigma dat bestaat rond biseksualiteit en geslachtsziektes kan er echter toe leiden dat biseksuele mensen zich eerder seksueel riskant gedragen en zich ervoor schamen als ze een geslachtsziekte hebben opgelopen. In Nederland komen soa's en hiv relatief vaak voor onder biseksuele jongeren.

## Intersectionaliteit
Onderdrukking door bifobie kan verergerd en beïnvloed worden door de combinatie met andere onderdrukkende factoren met betrekking tot bijvoorbeeld etniciteit of genderidentiteit. Een perspectief dat verschillende van deze factoren in overweging neemt noemen we intersectioneel. 
De intersectionaliteit van seksuele identiteit en genderidentiteit is complex.

### Genderidentiteit
Nog al eens worden biseksuele activisten ervan beschuldigd de binaire genderverdeling te benadrukken en te onderhouden, en daarbij transgenderisme te onderdrukken. Dit idee stamt van de opvatting dat biseksuele personen zich alleen aangetrokken voelen tot twee (‘bi’) geslachten, en dus per definitie binair denken (iets waar transgenderactivisten zich juist tegen verzetten). In de meeste lhbt-bewegingen is dat idee inmiddels niet meer relevant, en wordt biseksualiteit gedefinieerd als de aantrekking tot meerdere geslachten of de aantrekking tot zowel het eigen, als andere geslachten. Transgender biseksuele personen ervaren echter nog steeds de negatieve gevolgen van het idee dat hun identiteit per definitie tegenstrijdig is en ervaren daarom een unieke vorm van bifobie. Anderzijds is wel gebleken dat biseksuelen zich meer thuis voelen bij de transgendergemeenschap dan bij de wereld van heteroseksuelen, lesbische vrouwen en homoseksuelen. De mogelijke verklaringen hiervoor zijn dat een aanzienlijk deel van de transgenders zich identificeert als biseksueel en daarnaast ook niet passen in het binaire stelsel van geslacht en gender.

### Feminisme
Feministische standpunten over biseksualiteit variëren sterk en zijn over de tijd ook veranderd. Er zijn feministen die biseksualiteit accepteren en geloven in de emancipatie van biseksuele vrouwen, anderzijds zijn er feministen die stellen dat biseksualiteit een reactieve en anti-feministische houding is naar het lesbische feminisme. Tijdens de Northampton Pride March in de jaren tussen 1989 en 1993 werd er onder feministen hevig gediscussieerd of biseksualiteit wel verenigbaar was met het feminisme. De spanningen tussen biseksuele feministen en lesbische feministen zijn echter afgenomen sinds de jaren negentig, aangezien biseksuele vrouwen meer geaccepteerd zijn binnen de feministische gemeenschap.

## Bifobie in Nederland
In Nederland wordt regelmatig onderzoek gedaan naar de houding van Nederlanders tegenover lhb-individuen en gedrag, alsmede de ervaringen van lhb-individuen.

### Houding
In Nederland wijst ongeveer de helft van de bevolking de stellingen af dat biseksuelen “er nog niet uit zijn wat hun seksuele voorkeur is” of dat ze “niet in staat zijn een monogame relatie te hebben.” Over het algemeen staat men in Nederland positief tegenover biseksualiteit, al geeft een hoog percentage aan nog nooit over vooroordelen tegenover biseksuelen te hebben nagedacht. Jongeren hebben vaak een negatief beeld van biseksualiteit, ze zien het als aandachttrekkerij bij meiden en als onzichtbaar bij jongens.

### Ervaring
Biseksuelen in Nederland ervaren eerder dat ze zich onveilig voelen thuis en in de privésfeer dan heteroseksuelen. Biseksuelen hebben vaker te maken met respectloos gedrag van bekenden en met cyberpesten. Biseksuelen zitten ook vaker in de kast. Vooral veel biseksuele mannen (50%) houden hun seksualiteit geheim, tegenover 3% van de homoseksuele mannen. Van de biseksuele vrouwen houdt 14% hun voorkeur geheim, tegenover 2% van de lesbische vrouwen. Biseksuele jongeren verbergen vaker hun seksualiteit en hebben een lagere zelfacceptatie.